# Kuppet
Kuppet er en prisvindende dansk kortfilm fra 2000 instrueret af Dennis Holck Petersen og Frederik Meldal Nørgaard.

## Handling
I en bil ved en jernbaneoverskæring sidder fire mænd og venter på at toget skal passere. Stemningen i bilen er anspændt. Den ene af mændene på bagsædet pudser sin ring. Føreren smiler nervøst og drejer på skiven til sit dykkerur. Manden på passagersædet ved siden af føreren bevæger nervøst sine læber. Toget er langt og bliver ved med at passere. "Det er da fucking utroligt," siger føreren af bilen. "Det var dét, jeg sagde: Vi skulle have taget Grenåvej," svarer manden med ringen. "Åh for satan," siger manden ved siden af føreren. De tænder for radioen og ruller sidevinduet ned. Foran dem bliver toget ved og ved. En bil kører op ved siden af dem. Toget fortsætter. Nervøsiteten stiger. Endelig er toget forbi, og mændene finder pistoler frem, trækker nylonstrømper over hovedet og speeder op.

## Medvirkende
- Frederik Meldal Nørgaard som Sonny
- Anders Brink Madsen som Richael
- Henrik Vestergaard som Patrik
- Steen Bondrop som Steen
- Kristian From som Manden i bilen

## Priser
- 2001 – European Film Awards – Bedste europæiske kortfilm – nominering
- 2001 – Cinema Jove – Valencia International Film Festival – Special mention
- 2001 – Flanders International Film Festival – Prix UIP Ghent
- 2000 – Nordisk Panorama, Bergen – Canal+prisen
- 2000 – Close-Up – Bedste kortfilm